# Lista över fornlämningar i Norrtälje kommun (Ununge)
Lista över fornlämningar i Norrtälje kommun (Ununge) är en förteckning av ett urval av de fornlämningar som finns i Ununge i Norrtälje kommun.
| Namn         | Lämningstyp             | Tillkomsttid | Historisk indelning | Plats | Läge                 | ID-nr          | Bild                                 |
| ------------ | ----------------------- | ------------ | ------------------- | ----- | -------------------- | -------------- | ------------------------------------ |
| Ununge 1:101 | Gravfält                |              | Ununge, Uppland     |       | 59.938425, 18.600068 | 10010500010101 | Ladda upp en bild av detta fornminne |
| Ununge 1:201 | Gravfält                |              | Ununge, Uppland     |       | 59.939173, 18.600192 | 10010500010201 | Ladda upp en bild av detta fornminne |
| Ununge 2:1   | Gravfält                |              | Ununge, Uppland     |       | 59.938437, 18.602184 | 10010500020001 | Ladda upp en bild av detta fornminne |
| Ununge 7:1   | Gravfält                |              | Ununge, Uppland     |       | 59.915511, 18.583798 | 10010500070001 | Ladda upp en bild av detta fornminne |
| Ununge 8:101 | Gravfält                |              | Ununge, Uppland     |       | 59.921022, 18.586462 | 10010500080101 | Ladda upp en bild av detta fornminne |
| Ununge 8:201 | Stensättning            |              | Ununge, Uppland     |       | 59.920746, 18.586077 | 10010500080201 | Ladda upp en bild av detta fornminne |
| Ununge 9:1   | Gravfält                |              | Ununge, Uppland     |       | 59.972871, 18.608791 | 10010500090001 | Ladda upp en bild av detta fornminne |
| Ununge 10:1  | Stensättning            |              | Ununge, Uppland     |       | 59.919941, 18.590342 | 10010500100001 | Ladda upp en bild av detta fornminne |
| Ununge 11:1  | Gravfält                |              | Ununge, Uppland     |       | 59.919639, 18.589299 | 10010500110001 | Ladda upp en bild av detta fornminne |
| Ununge 12:1  | Gravfält                |              | Ununge, Uppland     |       | 59.937389, 18.616799 | 10010500120001 | Ladda upp en bild av detta fornminne |
| Ununge 13:2  | Röse                    |              | Ununge, Uppland     |       | 59.919447, 18.613784 | 10010500130002 | Ladda upp en bild av detta fornminne |
| Ununge 13:3  | Röse                    |              | Ununge, Uppland     |       | 59.919065, 18.613871 | 10010500130003 | Ladda upp en bild av detta fornminne |
| Ununge 15:1  | Gravfält                |              | Ununge, Uppland     |       | 59.942232, 18.599430 | 10010500150001 | Ladda upp en bild av detta fornminne |
| Ununge 16:1  | Gravfält                |              | Ununge, Uppland     |       | 59.927707, 18.579327 | 10010500160001 | Ladda upp en bild av detta fornminne |
| Ununge 17:1  | Gravfält                |              | Ununge, Uppland     |       | 59.930475, 18.578221 | 10010500170001 | Ladda upp en bild av detta fornminne |
| Ununge 18:1  | Gravfält                |              | Ununge, Uppland     |       | 59.931317, 18.591749 | 10010500180001 | Ladda upp en bild av detta fornminne |
| Ununge 19:1  | Gravfält                |              | Ununge, Uppland     |       | 59.939642, 18.542685 | 10010500190001 | Ladda upp en bild av detta fornminne |
| Ununge 20:1  | Gravfält                |              | Ununge, Uppland     |       | 59.938387, 18.546411 | 10010500200001 | Ladda upp en bild av detta fornminne |
| Ununge 21:1  | Röse                    |              | Ununge, Uppland     |       | 59.936477, 18.558602 | 10010500210001 | Ladda upp en bild av detta fornminne |
| Ununge 23:1  | Gravfält                |              | Ununge, Uppland     |       | 59.937483, 18.551195 | 10010500230001 | Ladda upp en bild av detta fornminne |
| Ununge 25:1  | Gravfält                |              | Ununge, Uppland     |       | 59.940061, 18.553763 | 10010500250001 | Ladda upp en bild av detta fornminne |
| Ununge 26:1  | Röse                    |              | Ununge, Uppland     |       | 59.939544, 18.554371 | 10010500260001 | Ladda upp en bild av detta fornminne |
| Ununge 26:2  | Stensättning            |              | Ununge, Uppland     |       | 59.939631, 18.554231 | 10010500260002 | Ladda upp en bild av detta fornminne |
| Ununge 27:1  | Stensättning            |              | Ununge, Uppland     |       | 59.937627, 18.552719 | 10010500270001 | Ladda upp en bild av detta fornminne |
| Ununge 27:2  | Stensättning            |              | Ununge, Uppland     |       | 59.937874, 18.552771 | 10010500270002 | Ladda upp en bild av detta fornminne |
| Ununge 28:1  | Röse                    |              | Ununge, Uppland     |       | 59.938173, 18.561480 | 10010500280001 | Ladda upp en bild av detta fornminne |
| Ununge 30:1  | Stensättning            |              | Ununge, Uppland     |       | 59.936214, 18.535768 | 10010500300001 | Ladda upp en bild av detta fornminne |
| Ununge 31:1  | Röse                    |              | Ununge, Uppland     |       | 59.943207, 18.554119 | 10010500310001 | Ladda upp en bild av detta fornminne |
| Ununge 33:1  | Stensättning            |              | Ununge, Uppland     |       | 59.941946, 18.556117 | 10010500330001 | Ladda upp en bild av detta fornminne |
| Ununge 35:1  | Röse                    |              | Ununge, Uppland     |       | 59.927969, 18.565687 | 10010500350001 | Ladda upp en bild av detta fornminne |
| Ununge 35:2  | Stensättning            |              | Ununge, Uppland     |       | 59.928083, 18.565730 | 10010500350002 | Ladda upp en bild av detta fornminne |
| Ununge 35:3  | Stensättning            |              | Ununge, Uppland     |       | 59.927780, 18.566250 | 10010500350003 | Ladda upp en bild av detta fornminne |
| Ununge 37:1  | Röse                    |              | Ununge, Uppland     |       | 59.926763, 18.557718 | 10010500370001 | Ladda upp en bild av detta fornminne |
| Ununge 37:2  | Stensättning            |              | Ununge, Uppland     |       | 59.926893, 18.557530 | 10010500370002 | Ladda upp en bild av detta fornminne |
| Ununge 38:1  | Stensättning            |              | Ununge, Uppland     |       | 59.926283, 18.558509 | 10010500380001 | Ladda upp en bild av detta fornminne |
| Ununge 39:1  | Stensättning            |              | Ununge, Uppland     |       | 59.934411, 18.558006 | 10010500390001 | Ladda upp en bild av detta fornminne |
| Ununge 39:2  | Stensättning            |              | Ununge, Uppland     |       | 59.934321, 18.558158 | 10010500390002 | Ladda upp en bild av detta fornminne |
| Ununge 39:3  | Stensättning            |              | Ununge, Uppland     |       | 59.934115, 18.558347 | 10010500390003 | Ladda upp en bild av detta fornminne |
| Ununge 41:1  | Stensättning            |              | Ununge, Uppland     |       | 59.934357, 18.556162 | 10010500410001 | Ladda upp en bild av detta fornminne |
| Ununge 41:2  | Stensättning            |              | Ununge, Uppland     |       | 59.934290, 18.556389 | 10010500410002 | Ladda upp en bild av detta fornminne |
| Ununge 43:1  | Röse                    |              | Ununge, Uppland     |       | 59.931847, 18.566558 | 10010500430001 | Ladda upp en bild av detta fornminne |
| Ununge 44:1  | Gravfält                |              | Ununge, Uppland     |       | 59.945706, 18.518389 | 10010500440001 | Ladda upp en bild av detta fornminne |
| Ununge 46:1  | Stensättning            |              | Ununge, Uppland     |       | 59.946097, 18.519583 | 10010500460001 | Ladda upp en bild av detta fornminne |
| Ununge 47:1  | Röse                    |              | Ununge, Uppland     |       | 59.916321, 18.579171 | 10010500470001 | Ladda upp en bild av detta fornminne |
| Ununge 47:2  | Stensättning            |              | Ununge, Uppland     |       | 59.916087, 18.578842 | 10010500470002 | Ladda upp en bild av detta fornminne |
| Ununge 48:1  | Röse                    |              | Ununge, Uppland     |       | 59.915738, 18.579328 | 10010500480001 | Ladda upp en bild av detta fornminne |
| Ununge 49:1  | Stensättning            |              | Ununge, Uppland     |       | 59.916259, 18.577662 | 10010500490001 | Ladda upp en bild av detta fornminne |
| Ununge 50:1  | Stensättning            |              | Ununge, Uppland     |       | 59.916710, 18.576651 | 10010500500001 | Ladda upp en bild av detta fornminne |
| Ununge 50:2  | Stensättning            |              | Ununge, Uppland     |       | 59.916788, 18.576351 | 10010500500002 | Ladda upp en bild av detta fornminne |
| Ununge 51:1  | Stensättning            |              | Ununge, Uppland     |       | 59.917090, 18.576324 | 10010500510001 | Ladda upp en bild av detta fornminne |
| Ununge 51:2  | Stensättning            |              | Ununge, Uppland     |       | 59.917194, 18.576262 | 10010500510002 | Ladda upp en bild av detta fornminne |
| Ununge 54:1  | Röse                    |              | Ununge, Uppland     |       | 59.903767, 18.574745 | 10010500540001 | Ladda upp en bild av detta fornminne |
| Ununge 55:1  | Röse                    |              | Ununge, Uppland     |       | 59.911432, 18.572420 | 10010500550001 | Ladda upp en bild av detta fornminne |
| Ununge 56:1  | Stensättning            |              | Ununge, Uppland     |       | 59.912052, 18.566288 | 10010500560001 | Ladda upp en bild av detta fornminne |
| Ununge 56:2  | Stensättning            |              | Ununge, Uppland     |       | 59.912021, 18.566535 | 10010500560002 | Ladda upp en bild av detta fornminne |
| Ununge 57:1  | Stensättning            |              | Ununge, Uppland     |       | 59.916433, 18.569888 | 10010500570001 | Ladda upp en bild av detta fornminne |
| Ununge 57:2  | Stensättning            |              | Ununge, Uppland     |       | 59.916422, 18.570216 | 10010500570002 | Ladda upp en bild av detta fornminne |
| Ununge 58:1  | Röse                    |              | Ununge, Uppland     |       | 59.916212, 18.571041 | 10010500580001 | Ladda upp en bild av detta fornminne |
| Ununge 58:2  | Stensättning            |              | Ununge, Uppland     |       | 59.915878, 18.571508 | 10010500580002 | Ladda upp en bild av detta fornminne |
| Ununge 59:1  | Röse                    |              | Ununge, Uppland     |       | 59.917687, 18.548236 | 10010500590001 | Ladda upp en bild av detta fornminne |
| Ununge 60:1  | Röse                    |              | Ununge, Uppland     |       | 59.945613, 18.529508 | 10010500600001 | Ladda upp en bild av detta fornminne |
| Ununge 61:1  | Stensättning            |              | Ununge, Uppland     |       | 59.944775, 18.534485 | 10010500610001 | Ladda upp en bild av detta fornminne |
| Ununge 61:2  | Stensättning            |              | Ununge, Uppland     |       | 59.944837, 18.534288 | 10010500610002 | Ladda upp en bild av detta fornminne |
| Ununge 62:1  | Hällristning            |              | Ununge, Uppland     |       | 59.941939, 18.549295 | 10010500620001 | Ladda upp en bild av detta fornminne |
| Ununge 65:1  | Röse                    |              | Ununge, Uppland     |       | 59.915077, 18.575156 | 10010500650001 | Ladda upp en bild av detta fornminne |
| Ununge 65:2  | Röse                    |              | Ununge, Uppland     |       | 59.914951, 18.575255 | 10010500650002 | Ladda upp en bild av detta fornminne |
| Ununge 65:3  | Röse                    |              | Ununge, Uppland     |       | 59.914895, 18.575469 | 10010500650003 | Ladda upp en bild av detta fornminne |
| Ununge 65:4  | Röse                    |              | Ununge, Uppland     |       | 59.914759, 18.575678 | 10010500650004 | Ladda upp en bild av detta fornminne |
| Ununge 66:1  | Stensättning            |              | Ununge, Uppland     |       | 59.914601, 18.575996 | 10010500660001 | Ladda upp en bild av detta fornminne |
| Ununge 66:2  | Röse                    |              | Ununge, Uppland     |       | 59.914339, 18.576346 | 10010500660002 | Ladda upp en bild av detta fornminne |
| Ununge 66:3  | Stensättning            |              | Ununge, Uppland     |       | 59.914471, 18.576080 | 10010500660003 | Ladda upp en bild av detta fornminne |
| Ununge 68:1  | Stensättning            |              | Ununge, Uppland     |       | 59.915274, 18.574687 | 10010500680001 | Ladda upp en bild av detta fornminne |
| Ununge 69:1  | Stensättning            |              | Ununge, Uppland     |       | 59.932388, 18.584895 | 10010500690001 | Ladda upp en bild av detta fornminne |
| Ununge 69:2  | Stensättning            |              | Ununge, Uppland     |       | 59.932684, 18.584364 | 10010500690002 | Ladda upp en bild av detta fornminne |
| Ununge 70:1  | Stensättning            |              | Ununge, Uppland     |       | 59.933980, 18.583999 | 10010500700001 | Ladda upp en bild av detta fornminne |
| Ununge 70:2  | Stensättning            |              | Ununge, Uppland     |       | 59.933633, 18.583957 | 10010500700002 | Ladda upp en bild av detta fornminne |
| Ununge 71:1  | Röse                    |              | Ununge, Uppland     |       | 59.935286, 18.574440 | 10010500710001 | Ladda upp en bild av detta fornminne |
| Ununge 78:1  | Gravfält                |              | Ununge, Uppland     |       | 59.890413, 18.583677 | 10010500780001 | Ladda upp en bild av detta fornminne |
| Ununge 79:1  | Röse                    |              | Ununge, Uppland     |       | 59.885836, 18.583653 | 10010500790001 | Ladda upp en bild av detta fornminne |
| Ununge 79:2  | Stensättning            |              | Ununge, Uppland     |       | 59.885951, 18.583813 | 10010500790002 | Ladda upp en bild av detta fornminne |
| Ununge 80:1  | Röse                    |              | Ununge, Uppland     |       | 59.886119, 18.581209 | 10010500800001 | Ladda upp en bild av detta fornminne |
| Ununge 80:2  | Röse                    |              | Ununge, Uppland     |       | 59.885940, 18.581258 | 10010500800002 | Ladda upp en bild av detta fornminne |
| Ununge 81:1  | Röse                    |              | Ununge, Uppland     |       | 59.883976, 18.582438 | 10010500810001 | Ladda upp en bild av detta fornminne |
| Ununge 81:2  | Röse                    |              | Ununge, Uppland     |       | 59.883758, 18.582150 | 10010500810002 | Ladda upp en bild av detta fornminne |
| Ununge 81:4  | Röse                    |              | Ununge, Uppland     |       | 59.883598, 18.581989 | 10010500810004 | Ladda upp en bild av detta fornminne |
| Ununge 84:1  | Stensättning            |              | Ununge, Uppland     |       | 59.887609, 18.574876 | 10010500840001 | Ladda upp en bild av detta fornminne |
| Ununge 84:2  | Stensättning            |              | Ununge, Uppland     |       | 59.887595, 18.574678 | 10010500840002 | Ladda upp en bild av detta fornminne |
| Ununge 85:1  | Röse                    |              | Ununge, Uppland     |       | 59.892001, 18.580281 | 10010500850001 | Ladda upp en bild av detta fornminne |
| Ununge 86:1  | Röse                    |              | Ununge, Uppland     |       | 59.891968, 18.582812 | 10010500860001 | Ladda upp en bild av detta fornminne |
| Ununge 87:1  | Röse                    |              | Ununge, Uppland     |       | 59.891641, 18.585808 | 10010500870001 | Ladda upp en bild av detta fornminne |
| Ununge 88:1  | Röse                    |              | Ununge, Uppland     |       | 59.892537, 18.567877 | 10010500880001 | Ladda upp en bild av detta fornminne |
| Ununge 89:1  | Stensättning            |              | Ununge, Uppland     |       | 59.887474, 18.561385 | 10010500890001 | Ladda upp en bild av detta fornminne |
| Ununge 89:2  | Stensättning            |              | Ununge, Uppland     |       | 59.887527, 18.561532 | 10010500890002 | Ladda upp en bild av detta fornminne |
| Ununge 90:1  | Stensättning            |              | Ununge, Uppland     |       | 59.886789, 18.577446 | 10010500900001 | Ladda upp en bild av detta fornminne |
| Ununge 90:2  | Röse                    |              | Ununge, Uppland     |       | 59.886670, 18.577928 | 10010500900002 | Ladda upp en bild av detta fornminne |
| Ununge 90:3  | Stensättning            |              | Ununge, Uppland     |       | 59.886560, 18.577092 | 10010500900003 | Ladda upp en bild av detta fornminne |
| Ununge 91:1  | Stensättning            |              | Ununge, Uppland     |       | 59.885111, 18.568066 | 10010500910001 | Ladda upp en bild av detta fornminne |
| Ununge 92:1  | Stensättning            |              | Ununge, Uppland     |       | 59.884021, 18.580998 | 10010500920001 | Ladda upp en bild av detta fornminne |
| Ununge 93:1  | Stensättning            |              | Ununge, Uppland     |       | 59.886289, 18.585112 | 10010500930001 | Ladda upp en bild av detta fornminne |
| Ununge 106:1 | Stensättning            |              | Ununge, Uppland     |       | 59.942138, 18.548085 | 10010501060001 | Ladda upp en bild av detta fornminne |
| Ununge 121:1 | Stensättning            |              | Ununge, Uppland     |       | 59.946408, 18.518708 | 10010501210001 | Ladda upp en bild av detta fornminne |
| Ununge 121:2 | Stensättning            |              | Ununge, Uppland     |       | 59.946317, 18.518786 | 10010501210002 | Ladda upp en bild av detta fornminne |
| Ununge 122:1 | Grav- och boplatsområde |              | Ununge, Uppland     |       | 59.945815, 18.528783 | 10010501220001 | Ladda upp en bild av detta fornminne |
| Ununge 153:1 | Stensättning            |              | Ununge, Uppland     |       | 59.898403, 18.550528 | 10010501530001 | Ladda upp en bild av detta fornminne |
| Ununge 153:2 | Stensättning            |              | Ununge, Uppland     |       | 59.898307, 18.550313 | 10010501530002 | Ladda upp en bild av detta fornminne |
| Ununge 153:3 | Stensättning            |              | Ununge, Uppland     |       | 59.898406, 18.549799 | 10010501530003 | Ladda upp en bild av detta fornminne |
| Ununge 154:1 | Gravfält                |              | Ununge, Uppland     |       | 59.896450, 18.558267 | 10010501540001 | Ladda upp en bild av detta fornminne |
| Ununge 155:1 | Röse                    |              | Ununge, Uppland     |       | 59.895765, 18.562429 | 10010501550001 | Ladda upp en bild av detta fornminne |
| Ununge 155:2 | Stensättning            |              | Ununge, Uppland     |       | 59.895973, 18.562623 | 10010501550002 | Ladda upp en bild av detta fornminne |
| Ununge 156:1 | Gravfält                |              | Ununge, Uppland     |       | 59.898932, 18.572927 | 10010501560001 | Ladda upp en bild av detta fornminne |
| Ununge 157:1 | Hög                     |              | Ununge, Uppland     |       | 59.896158, 18.572269 | 10010501570001 | Ladda upp en bild av detta fornminne |
| Ununge 157:2 | Stensättning            |              | Ununge, Uppland     |       | 59.896150, 18.572558 | 10010501570002 | Ladda upp en bild av detta fornminne |
| Ununge 158:1 | Stensättning            |              | Ununge, Uppland     |       | 59.901587, 18.570410 | 10010501580001 | Ladda upp en bild av detta fornminne |
| Ununge 158:2 | Stensättning            |              | Ununge, Uppland     |       | 59.901543, 18.570606 | 10010501580002 | Ladda upp en bild av detta fornminne |
| Ununge 160:1 | Röse                    |              | Ununge, Uppland     |       | 59.886686, 18.590530 | 10010501600001 | Ladda upp en bild av detta fornminne |
| Ununge 160:2 | Röse                    |              | Ununge, Uppland     |       | 59.886518, 18.590630 | 10010501600002 | Ladda upp en bild av detta fornminne |
| Ununge 161:1 | Fornborg                |              | Ununge, Uppland     |       | 59.881263, 18.600457 | 10010501610001 | Ladda upp en bild av detta fornminne |
| Ununge 162:1 | Grav- och boplatsområde |              | Ununge, Uppland     |       | 59.886607, 18.586985 | 10010501620001 | Ladda upp en bild av detta fornminne |
| Ununge 163:1 | Röse                    |              | Ununge, Uppland     |       | 59.888756, 18.584881 | 10010501630001 | Ladda upp en bild av detta fornminne |
| Ununge 165:1 | Stensättning            |              | Ununge, Uppland     |       | 59.885390, 18.578237 | 10010501650001 | Ladda upp en bild av detta fornminne |
| Ununge 166:1 | Röse                    |              | Ununge, Uppland     |       | 59.882428, 18.571563 | 10010501660001 | Ladda upp en bild av detta fornminne |
| Ununge 166:2 | Stensättning            |              | Ununge, Uppland     |       | 59.882510, 18.571701 | 10010501660002 | Ladda upp en bild av detta fornminne |
| Ununge 167:1 | Röse                    |              | Ununge, Uppland     |       | 59.882541, 18.570743 | 10010501670001 | Ladda upp en bild av detta fornminne |
| Ununge 167:2 | Röse                    |              | Ununge, Uppland     |       | 59.882543, 18.570389 | 10010501670002 | Ladda upp en bild av detta fornminne |
| Ununge 168:1 | Röse                    |              | Ununge, Uppland     |       | 59.885612, 18.570535 | 10010501680001 | Ladda upp en bild av detta fornminne |
| Ununge 168:2 | Röse                    |              | Ununge, Uppland     |       | 59.885463, 18.570052 | 10010501680002 | Ladda upp en bild av detta fornminne |
| Ununge 170:1 | Röse                    |              | Ununge, Uppland     |       | 59.886950, 18.569578 | 10010501700001 | Ladda upp en bild av detta fornminne |
| Ununge 171:1 | Gravfält                |              | Ununge, Uppland     |       | 59.886775, 18.571664 | 10010501710001 | Ladda upp en bild av detta fornminne |
| Ununge 172:1 | Röse                    |              | Ununge, Uppland     |       | 59.887160, 18.573254 | 10010501720001 | Ladda upp en bild av detta fornminne |
| Ununge 175:1 | Röse                    |              | Ununge, Uppland     |       | 59.883823, 18.567752 | 10010501750001 | Ladda upp en bild av detta fornminne |
| Ununge 175:2 | Stensättning            |              | Ununge, Uppland     |       | 59.883853, 18.568029 | 10010501750002 | Ladda upp en bild av detta fornminne |
| Ununge 176:1 | Stensättning            |              | Ununge, Uppland     |       | 59.884579, 18.568672 | 10010501760001 | Ladda upp en bild av detta fornminne |
| Ununge 177:1 | Röse                    |              | Ununge, Uppland     |       | 59.882304, 18.569549 | 10010501770001 | Ladda upp en bild av detta fornminne |
| Ununge 178:1 | Röse                    |              | Ununge, Uppland     |       | 59.879718, 18.566478 | 10010501780001 | Ladda upp en bild av detta fornminne |
| Ununge 178:2 | Stensättning            |              | Ununge, Uppland     |       | 59.879649, 18.566723 | 10010501780002 | Ladda upp en bild av detta fornminne |
| Ununge 179:1 | Röse                    |              | Ununge, Uppland     |       | 59.889108, 18.564210 | 10010501790001 | Ladda upp en bild av detta fornminne |
| Ununge 180:1 | Röse                    |              | Ununge, Uppland     |       | 59.892136, 18.566599 | 10010501800001 | Ladda upp en bild av detta fornminne |
| Ununge 180:2 | Stensättning            |              | Ununge, Uppland     |       | 59.892117, 18.565943 | 10010501800002 | Ladda upp en bild av detta fornminne |
| Ununge 181:1 | Röse                    |              | Ununge, Uppland     |       | 59.892822, 18.566831 | 10010501810001 | Ladda upp en bild av detta fornminne |
| Ununge 182:1 | Stensättning            |              | Ununge, Uppland     |       | 59.892609, 18.569126 | 10010501820001 | Ladda upp en bild av detta fornminne |
| Ununge 183:1 | Stensättning            |              | Ununge, Uppland     |       | 59.893392, 18.570479 | 10010501830001 | Ladda upp en bild av detta fornminne |
| Ununge 187:1 | Grav- och boplatsområde |              | Ununge, Uppland     |       | 59.887169, 18.579712 | 10010501870001 | Ladda upp en bild av detta fornminne |
| Ununge 188:1 | Röse                    |              | Ununge, Uppland     |       | 59.888181, 18.578828 | 10010501880001 | Ladda upp en bild av detta fornminne |
| Ununge 189:1 | Gravfält                |              | Ununge, Uppland     |       | 59.887415, 18.577755 | 10010501890001 | Ladda upp en bild av detta fornminne |
| Ununge 191:1 | Stensättning            |              | Ununge, Uppland     |       | 59.887636, 18.577414 | 10010501910001 | Ladda upp en bild av detta fornminne |
| Ununge 191:2 | Stensättning            |              | Ununge, Uppland     |       | 59.887774, 18.576808 | 10010501910002 | Ladda upp en bild av detta fornminne |
| Ununge 191:3 | Stensättning            |              | Ununge, Uppland     |       | 59.887724, 18.576250 | 10010501910003 | Ladda upp en bild av detta fornminne |
| Ununge 191:4 | Stensättning            |              | Ununge, Uppland     |       | 59.887590, 18.576207 | 10010501910004 | Ladda upp en bild av detta fornminne |
| Ununge 191:5 | Stensättning            |              | Ununge, Uppland     |       | 59.887584, 18.575817 | 10010501910005 | Ladda upp en bild av detta fornminne |
| Ununge 192:1 | Röse                    |              | Ununge, Uppland     |       | 59.885078, 18.577612 | 10010501920001 | Ladda upp en bild av detta fornminne |
| Ununge 193:1 | Stensättning            |              | Ununge, Uppland     |       | 59.884736, 18.576472 | 10010501930001 | Ladda upp en bild av detta fornminne |
| Ununge 201:1 | Runristning             |              | Ununge, Uppland     |       | 59.927201, 18.590780 | 10010502010001 | Ladda upp en bild av detta fornminne |